# Them Andelsmejeri
Them Andelsmejeri er et andelsmejeri beliggende i byen Them (Them Sogn, Vrads Herred) i det jyske søhøjland få km syd for Silkeborg. 
Mejeriet er et af Danmarks ældste andelsmejerier – og et af de få selvstændige, som stadig eksisterer. Historien går helt tilbage til 1888, hvor 47 andelshavere gik sammen. Siden er mejeriet vokset, mens landbruget har udviklet sig mod færre og større bedrifter. I dag er der 13 andelshavere, hvoraf seks er økologiske landmænd. Andelshavernes gårde ligger inden for 25 kilometers afstand til mejeriet og leverer alle mælk til de mange danbo- og specialoste, som mejeriet producerer. Af de mere kendte oste kan nævnes; Fætter Kras, Guld, Rød Krystal og Tollund-ostene. Andelshaverne besluttede i 2025 at blive en del af Arla Foods.